# Triloculatum triloculatum
A Triloculatum triloculatum a galandférgek (Cestoda) osztályának a Tetraphyllidea rendjébe, ezen belül az Onchobothriidae családjába tartozó faj.

## Tudnivalók
A Triloculatum triloculatum tengeri galandféregfaj. A sötétcápa (Carcharhinus obscurus) egyik fő belső élősködője.